# Kudahuraa (Kaafu)
Pour les articles homonymes, voir Kudahuraa.
Kudahuraa (ou Kuda Huraa) est une petite île inhabitée des Maldives. Son nom signifie « petite Huraa » (qui est l'île voisine). Elle constitue une des îles-hôtel des Maldives en accueillant à partir de 1977, dénommé  Four Season Resort depuis 1996.

## Géographie
Kudahuraa est située dans le centre des Maldives, dans l'Est de l'atoll Malé Nord, dans la subdivision de Kaafu. 